# Cash settlement
Cash settlement is de term voor de afwikkeling van financiële derivaten zoals opties en futures in geld.
Als een financieel contract met een cash settlement wordt afgewikkeld, dan wordt de waarde berekend en in geld verrekend. Dit is de tegenhanger van de methode van fysieke levering. Fysieke levering houdt in dat de onderliggende waarde waarop de contracten betrekking hebben daadwerkelijk geleverd worden. Zo kan men dus de eigenaar worden van partijen commodities zoals katoen, olie of goud of financiële waarden zoals aandelen of obligaties. Met name bij fysieke goederen vraagt dit om extra aandacht voor het risicomanagement: het daadwerkelijk geleverd krijgen of moeten leveren van goederen waar men niet op heeft gerekend, kan een kostbare aangelegenheid worden.